# Swat (Distrikt)
Der Swat-Distrikt (Paschto/Urdu سوات) ist ein Distrikt in der pakistanischen Provinz Khyber Pakhtunkhwa. Er ist 5.337 km² groß und hat etwa 2,31 Millionen Einwohner. Hauptstadt des Distrikts Swat ist der Ort Saidu Sharif, größte Stadt ist jedoch das benachbarte Mingora.

## Geografie
Der Distrikt liegt im Nordwesten Pakistans. Im Osten grenzt er an die Distrikte Kohistan und Shangla, im Süden an die Distrikte Buner und Malakand, im Westen an den Lower Dir und Chitral. Im Norden grenzt er an die Region Gilgit-Baltistan, die früheren Nordgebiete Pakistans. Die beiden größten Städte sind Barikot im Südwesten und Mingora im Zentrum des Swat-Tals.

## Wirtschaft
Der Distrikt umschließt das Tal des Flusses Swat. Die Region ist wegen der saftig-grünen Felder im Tal und den lichten Nadelwäldern, die auf den Hügeln der mittleren Höhenlagen gedeihen, bekannt als die „Schweiz Pakistans“.

## Geschichte

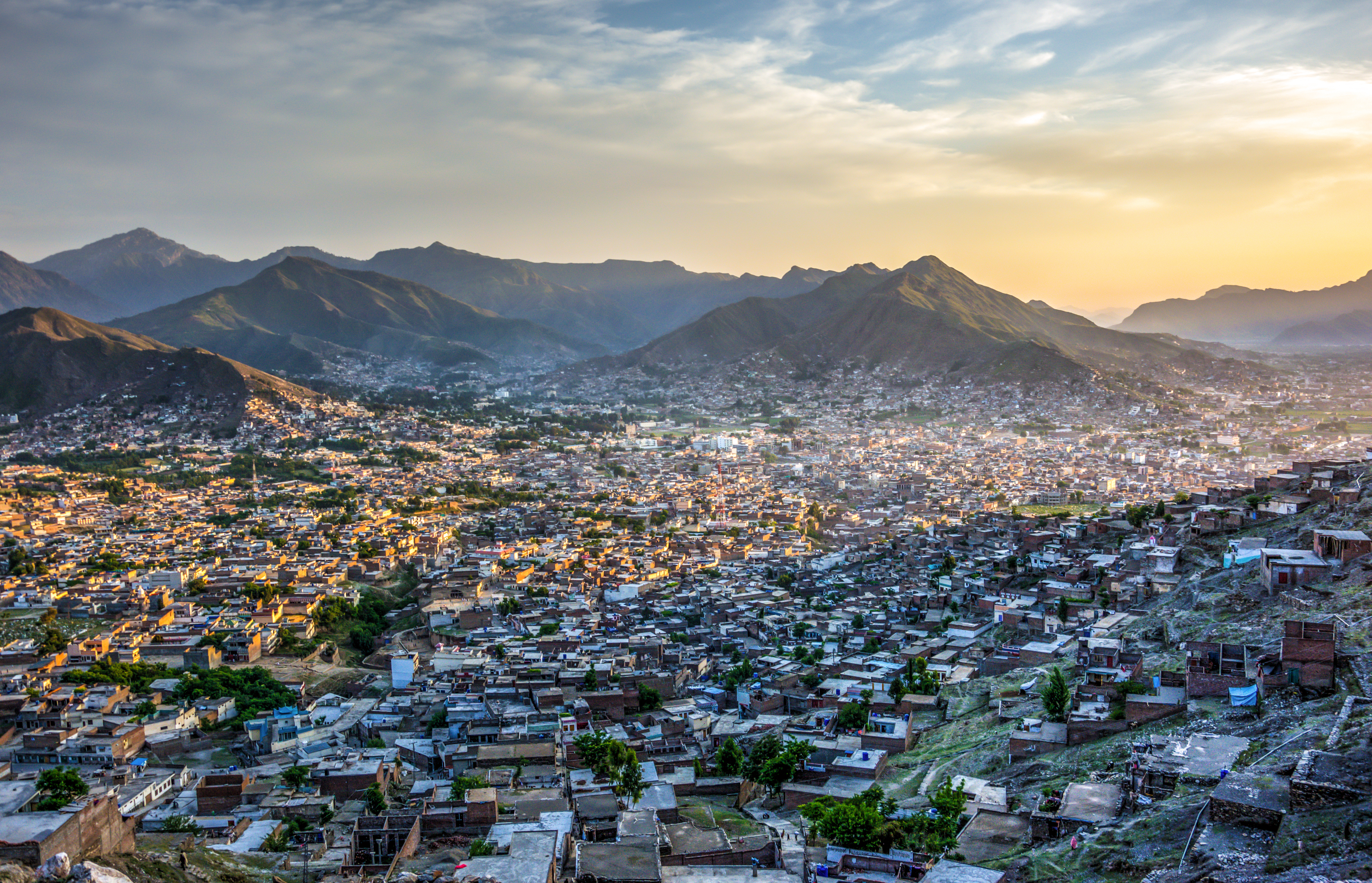
Mingora

Der Fluss, der durch den Distrikt fließt, und der Name Swat wurde bereits in der hinduistischen Schrift Rigveda vor über 3000 Jahren als Suvastu erwähnt. Ein Alter von etwa 3000 Jahren haben wahrscheinlich auch einige an den Felswänden des Tales gefundene Petroglyphen (Gogdara Rock Carvings).
In den letzten vorchristlichen und in den ersten nachchristlichen Jahrhunderten war das Swat-Tal ein Zentrum des Buddhismus; mehrere Stupas (z. B. in den Dörfern Amlukdara, Butkara oder Shingardara) und mehrere Felsreliefs mit Darstellungen des meditierenden Buddha weisen noch heute darauf hin – eines wurde von den Taliban-Fanatikern teilweise zerstört.

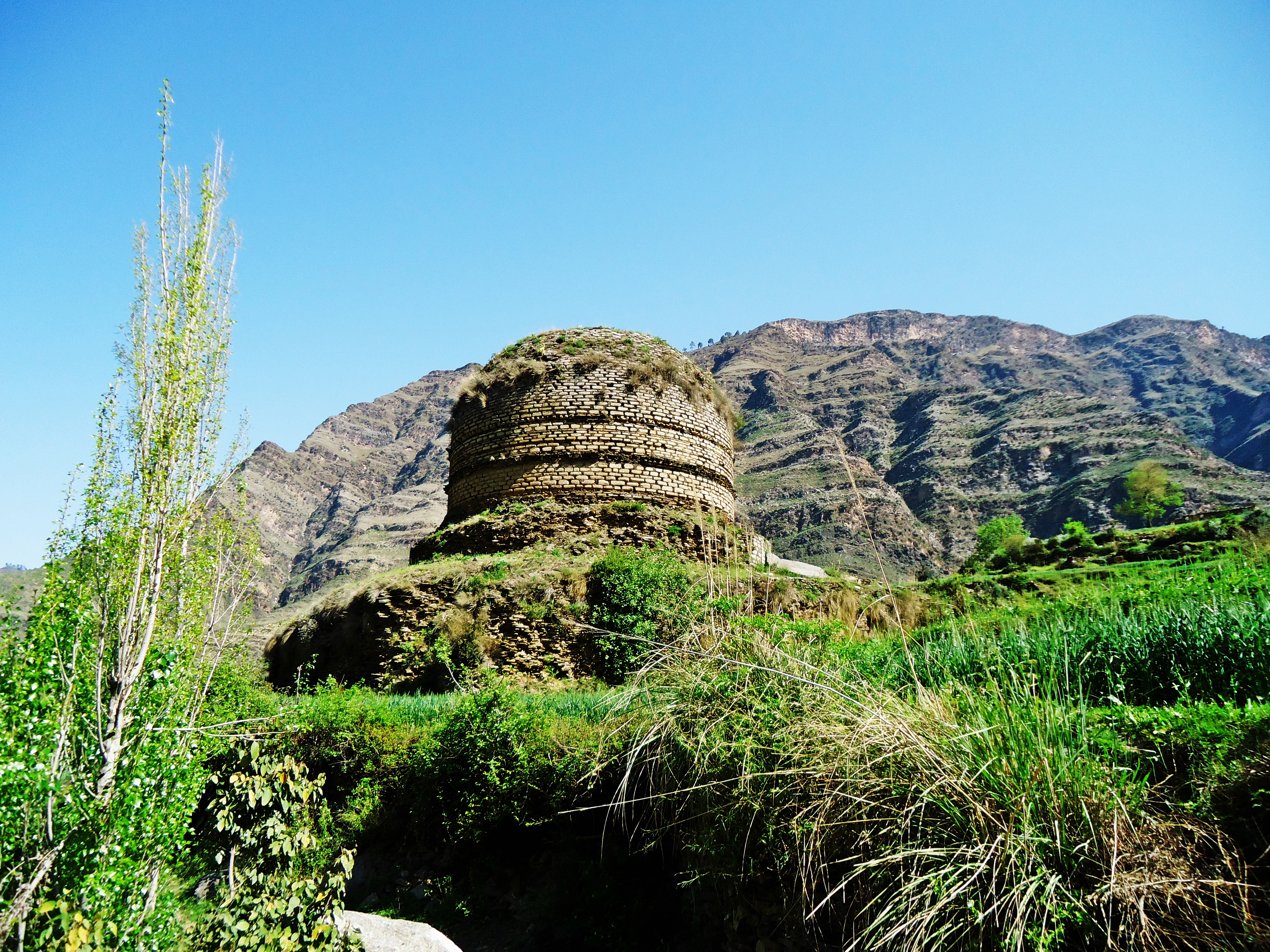
Amlukdara-Stupa
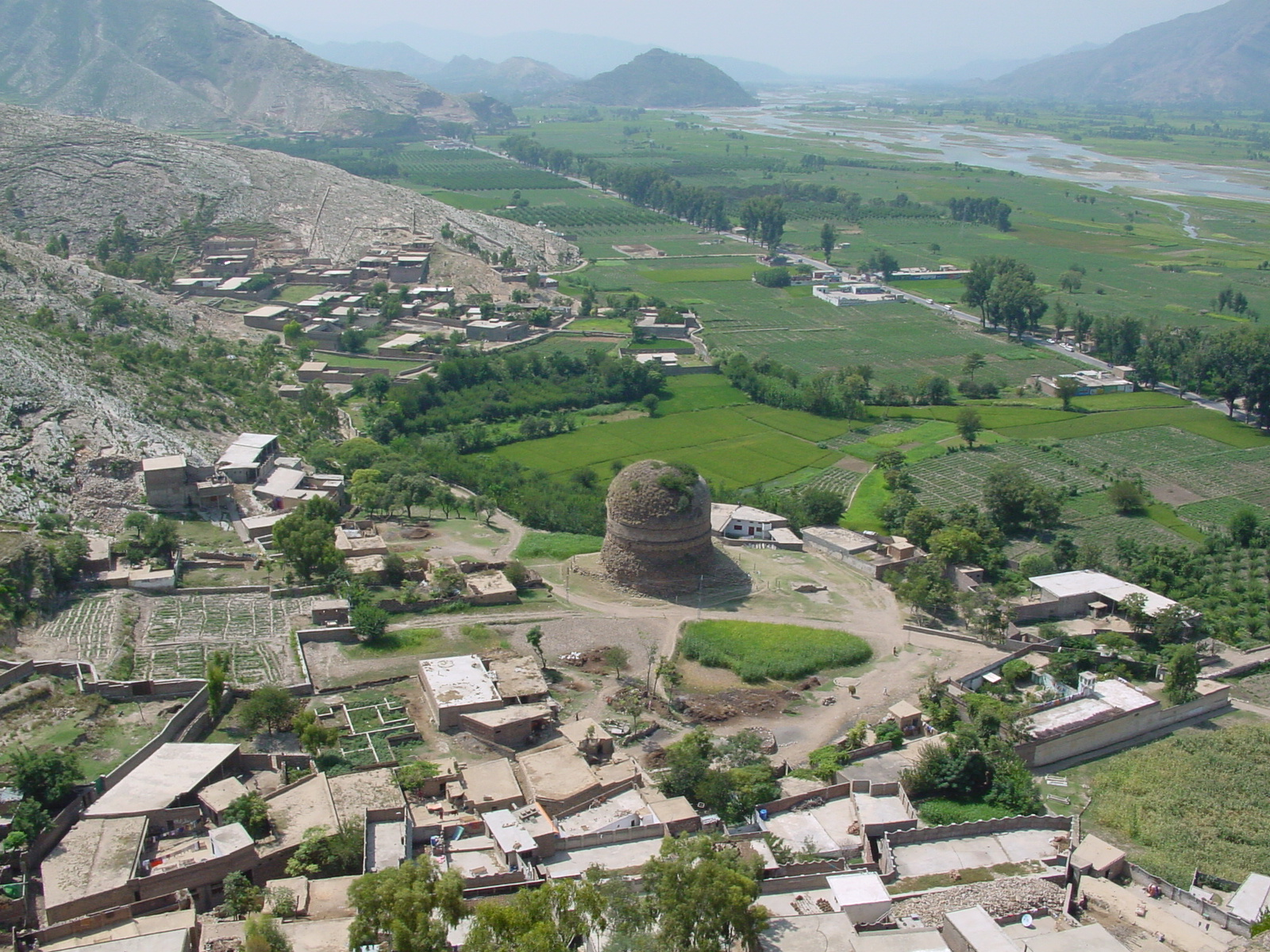
Shingardara-Stupa
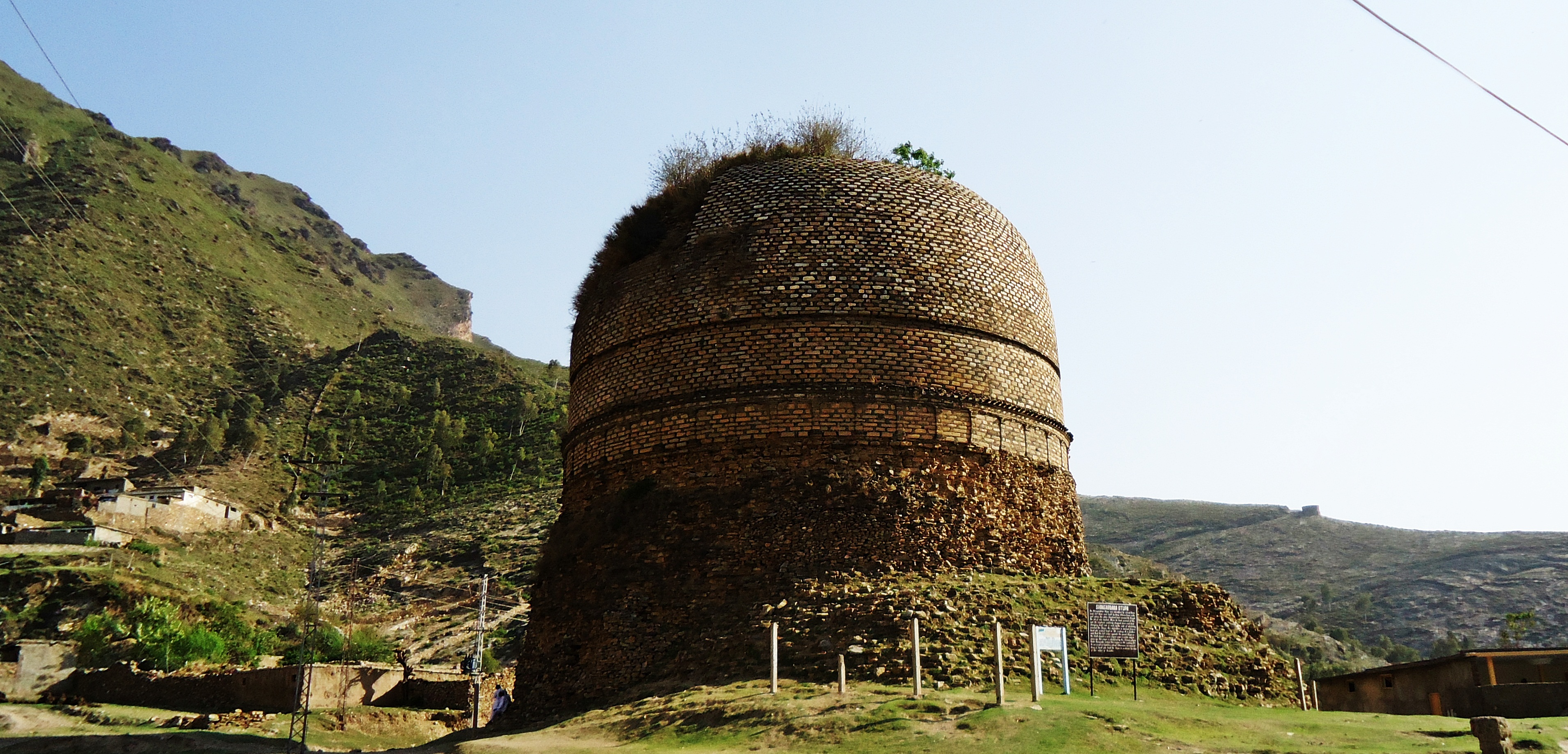
Shingardara-Stupa

In der Region bestand bis zum Jahr 1969 der Fürstenstaat Swat.
Die Taliban hatten vom Oktober 2007 bis zum Mai 2009 die Kontrolle über das Gebiet übernommen und lieferten sich andauernde Gefechte mit Regierungseinheiten. Dieses führte im Mai des gleichen Jahres zu einer Gegenoffensive der pakistanischen Armee und zu großen Flüchtlingswellen.
Im August 2010 wurde das Swat-Tal während der Überschwemmungskatastrophe überflutet. Infolge der andauernden Überflutungen trat dort der erste Cholera-Fall auf.
Am 2. Oktober 2012 schoss der Taliban-Extremist Atta Ullah Khan in Mingora auf die damals 14-jährige pakistanische Bürgerrechtlerin Malala Yousafzai, als diese in einem Schulbus mit weiteren 13 Mädchen saß. Der Bus wurde durch Warnschüsse zum Stehen gebracht, und der vermummte Attentäter schoss viermal von hinten direkt in den Bus. Malala wurde dabei am Kopf getroffen, ein weiteres Mädchen am Schlüsselbein und ein weiteres an der Schulter und der Hand. Alle drei überlebten, Malala schwerst verletzt. Sie erhielt im Jahr 2014 den Friedensnobelpreis.